# القرن 9 ق م
القرن التاسع قبل الميلاد هو الفترة الزمنية الممتدة من اليوم الأول لعام 900 ق م إلى اليوم الأخير من عام 801 ق م.
شهد هذا القرن هيمنة الإمبراطورية الآشورية التي سيطرت علي بلاد الشام وبلاد بابل ومناطق أخرى. واسقاط مملكة إسرائيل (الشمالية) . شهد أيضا ثلاث سلالات حاكمة في مصر القديمة الأسرة الثالثة والعشرون والرابعة والعشرون والخامسة والعشرون النوبية.أنشاء مستعمرات إغريقية على ضفاف البحر الأبيض المتوسط والبحر الأسود. إنشاء مدينة روما في في وسط شبه الجزيرة الإيطالية وبداية ظهور الحضارة الإتروسكانية في الشمال.

## أحداث
- 900 ق م وفاة الملك البابلي شمش مدامق وخلفه ابنه نبو شوما أوكين الأول ملكا علي بابل.
- 899 ق م وفاة الملك جونج وانج من سلالة زو الحاكمة في الصين وخلفه الملك يي وانج.
- 892 ق.م وفاة ملك أثينا ميجاسليس وخلفه ابنه ديوجنيتوس.
- 891 ق م وفاة الملك الشوري أداد نيراري الثاني وخلفه ابنه توكولتي نينورتا الثاني ملكا على آشور.
- 891 ق م وفاة الملك يي وانج من سلالة زو الحاكمة في الصين وخلفه الملك تشو وانج.
- 889 ق.م وفاة الملك المصري اوسركون الأول وخلفه ابنه تاكيلوت الأول ملكًا من أسرة مصرية ثانية وعشرون.
- 888 ق.م وفاة الملك البابلي نبو شوما أوكين الأول وخلفه أبنه نبو أبلا إيدينا ملكا علي بابل.
- 885 ق م وفاة الملك تشو وانج من سلالة زو الحاكمة في الصين وخلفه الملك يي وانج.
- 884 ق م وفاة الملك الأشوري توكولتي نينورتا الثاني وخلفه ابنه آشور ناصربال الثاني ملكًا على آشور.
- 880 ق م وفاة ملك آرام دمشق طاب ريمون وخلفه الملك برهدد الأول الذي فرض هيمنته علي الممالك الارامية في شمال الشام وعلي مملكة يهوذا ومملكة إسرائيل في جنوب الشام.
- 877 ق م وفاة الملك يي وانج من سلالة زو الحاكمة في الصين وخلفه الملك لي وانج.
- 874 ق.م وفاة الملك المصري تاكيلوت الأول ويخلفه اوسركون الثاني ملكًا من أسرة مصرية ثانية وعشرون.
- 874 ق م وفاة ملك أسرائيل عمري وخلفه ابنه آخاب ملكًا على مملكة إسرائيل الشمالية.
- 872 ق.م فيضان مرتفع بشكل استثنائي من النيل يغطي أرضيات معبد الأقصر.
- 865 ق م وفاة ملك آرام دمشق برهدد الأول وخلفه ابنه برهدد الثاني.
- 864 ق.م وفاة ملك أثينا ديوجنيتوس وخلفه ابنه فيريكليس.
- 860 ق م الملك أرامو يؤسس مملكة أورارتو وعاصمتها أرزاسكون.
- 858 ق.م وفاة الملك الأشوري آشور ناصربال الثاني ويخلفه شلمنصر الثالث ملكًا على آشور.
- 856 ق م الملك الأشوري شلمنصر الثالث يغزو أورارتو ويحتل عاصمتها أرزاسكون.
- 856 ق م الملك الأشوري شلمنصر الثالث يغزو مملكة بيت عديني الآرامبة.
- 855 ق.م وفاة الملك البابلي نبو أبلا إيدينا وخلفه أبنه مردوخ زكير شومي الأول ملكا علي بابل.
- 853 ق.م لوقف المد الاشوري اقام ملك آرام دمشق برهدد الثاني تحالفاً ضم اثني عشر ملكاً آراميا واتجهوا شمالاً فالتقوا بجيش الملك الاشوري شلمنصر الثالث في معركة قرقور التي انتصر فيها الاشوريين.
- 845 ق.م وفاة فيريكليس ملك أثينا وخلفه ابنه أريفرون.
- 842 ق.م الملك الأشوري شلمنصر الثالث يدمر أراضي آرام دمشق ومملكة إسرائيل الشمالية ومملكة يهوذا ومدن فينيقيا الساحلية يدفعون الجزية.
- 841 ق م وفاة الملك لي وانج من سلالة زو الحاكمة في الصين وخلفه الملك جونج
- 837 ق م وفاة الملك المصري اوسركون الثاني وخلفه شيشنق الثالث ملكًا من أسرة مصرية ثانية وعشرون.
- 836 ق.م اندلاع حرب أهلية في مصر.
- 834 ق.م تاكيلوت الثاني يؤسس الأسرة المصرية الثالثة والعشرون في مصر العليا.
- 829 ق.م بيدوباست الأول يتوج ملكا من الأسرة المصرية الثالثة والعشرون في مصر العليا.
- 825 ق.م وفاة أريفرون ملك أثينا وخلفه ابنه ثيسبيوس.
- 827 ق م وفاة الملك جونج من سلالة زو الحاكمة في الصين وخلفه الملك شوان وانج.
- 823 ق.م وفاة الملك الأشوري شلمنصر الثالث وخلفه ابنه شمشي أدد الخامس ملكا علي أشور.
- 821 ق م ثار آشور دانن بال علي أخيه الملك الأشوري شمشي أدد الخامس وتحالف مع الملك البابلي مردوخ زكير شومي الأول ولكنه انهزم في الآخير.
- 820 ق م وفاة الملك الفينيقي متان الأول وخلفه بجماليون ملكا علي صور.
- 819 ق.م وفاة الملك البابلي مردوخ زكير شومي الأول وخلفه أبنه مردوخ بلاصو إقبي ملكا علي بابل.
- 815 ق.م وفاة الملك المصري تاكيلوت الثاني وخلفه ابنه اوسركون الثالث ملك من الأسرة المصرية الثالثة والعشرون في مصر العليا.
- 814 ق.م هاجر الفينيقيون من مملكة صور الي شمال أفريقية وأسسوا مدينة قرطاج بقيادة ابنة ملك صور عليسة التي أصبحت أول ملوك قرطاج.
- 813 ق.م غزا الملك الاشوري شمشي أداد الخامس بابل وخلع الملك البابلي مردوخ بلاصو إقبي.
- 811 ق.م وفاة الملك الأشوري شمشي أدد الخامس وخلفه ابنه أداد نيراري الثالث ملكًا على آشور.
- 804 ق.م انتصار الملك الأشوري أداد نيراري الثالث علي مملكة آرام دمشق.
- 804 ق.م وفاة الملك المصري بيدوباست الأول وخلفه شيشنق السادس ملك من الأسرة المصرية الثالثة والعشرون في مصر العليا.
- 800 ق م ظهور الحضارة الإتروسكانية في شمال إيطاليا.